# Vladimir Karapetoff
Vladimir Karapetoff (São Petersburgo, 8 de janeiro de 1876 – 11 de janeiro de 1948) foi um engenheiro eletricista estadunidense de origem russa.
Filho de Nikita Karapetoff e Anna (Ivanova).
Em 1899 foi estudar sistemas de potência na Universidade Técnica de Darmstadt, onde publicou o livro Über Mehrphasige Stromsysteme em 1900.
Em 1903 emigrou para os Estados Unidos, onde foi aprendiz na Westinghouse Electric Corporation. No ano seguinte iniciou sua longa associação com a Universidade Cornell como professor de engenharia elétrica.
Em 1932 foi candidato ao Senado de Nova Iorque.

## Obras
- Über mehrphasige Stromsysteme bei ungleichmässiger Belastung. Stuttgart: Enke, 1900.
- Engineering Applications of Higher Mathematics
- The electric circuit
- The magnetic circuit
- Experimental electrical engineering and manual for electrical testing for engineers and for students in engineering laboratories; J. Wiley & Sons, inc., Chapman & Hall, 1933
- Rhythmical tales of stormy years; 1937
- Elementary electrical testing; John Wiley & sons, inc., 1913
- Electrical laboratory experiments, theory and practice ; J. Wiley, Chapman & Hall, 1936